# 大藏章照
大藏 章照（おおくら あきみつ、2009年2月8日 - ）は、能楽師狂言方（大藏流）

## 来歴・人物
大藏彌太郎の長男。二十五世大藏彌右衛門の孫。
5才のときに「以呂波」で初舞台。
2020年、ナビゲーターとして大藏家公式YouTubeチャンネル「ももやそ狂言」を開設。

## 出演
- NHK古典芸能への招待『居杭』（2020年）
- FM能楽堂 『飛越』シテ(2021年）
- FM新春謡曲狂言 『磁石』アド(2024年)
- 第一回ももやそ狂言(矢来能楽堂)『末廣がり』 シテ、『二九十八』アド、『靭猿』アド(2024年3月)
- あさイチ (2024年5月28日、NHK総合)
- 第二回ももやそ狂言(矢来能楽堂)『蚊相撲』アド、『骨皮』シテ、『神鳴』アド(2024年6月)
- NHK新春能狂言『福の神』アド(2025年1月)
- 第三回ももやそ狂言(矢来能楽堂)『痺痢』アド、『二人袴』シテ、『六地蔵』アド(2025春)
- 第四回ももやそ狂言(矢来能楽堂)『宝の鎚』アド、『水掛聟』シテ、『蝸牛』アド(2025夏)